# 5079 Brubeck
5079 Brubeck è un asteroide della fascia principale del diametro medio di circa 16,5 km. Scoperto nel 1975, presenta un'orbita caratterizzata da un semiasse maggiore pari a 2,6404119 UA e da un'eccentricità di 0,2060240, inclinata di 10,76306° rispetto all'eclittica.